# باول ديك (لاعب هوكي الجليد)
باول ديك هو لاعب هوكي الجليد كندي، ولد في 15 أبريل 1971 في شتاينباخ في كندا.

## وصلات خارجية
- باول ديك على موقع دوري الهوكي الوطني (الإنجليزية)
- باول ديك على موقع EliteProspects.com (الإنجليزية)
- باول ديك على موقع Eurohockey.com (الإنجليزية)
- باول ديك على موقع HockeyDB.com (الإنجليزية)